# Chiềng Xôm
Chiềng Xôm là một xã thuộc thành phố Sơn La, tỉnh Sơn La, Việt Nam.
Xã Chiềng Xôm có diện tích 61,67 km², dân số năm 1999 là 4.348 người, mật độ dân số đạt 71 người/km².